# Retama raetam
Ротем (Retama raetam) — це вид квіткової рослини з родини Fabaceae, що походить із північної Африки від Західної Сахари до Судану, Сицилії, Синайського півострова, Палестинського регіону та Саудівської Аравії, і широко натуралізована в інших місцях. 

## Таксономія
Вид вперше був описаний у 1775 році Пітером Форсколом як Genista raetam.   Епітет походить від арабського імені, яке Форсколь транскрибував як «rætæm behâm».  Вид був перенесений до Retama Філіпом Баркер-Веббом і Сабіном Бертло в частині публікації, датованої 1842 роком.   Вид, який зустрічається на Канарських островах, тепер вважається Retama rhodorhizoides, а не R. raetam, хоча остання назва використовувалася для рослин Канарських островів. 

## Імʼя
Єврейське ім’я Ротем (רֹתֶם, ймовірно означає "зв'язувати") використовується для жінок і чоловіків, походить від назви цієї пустельної квітки..

## Галерея

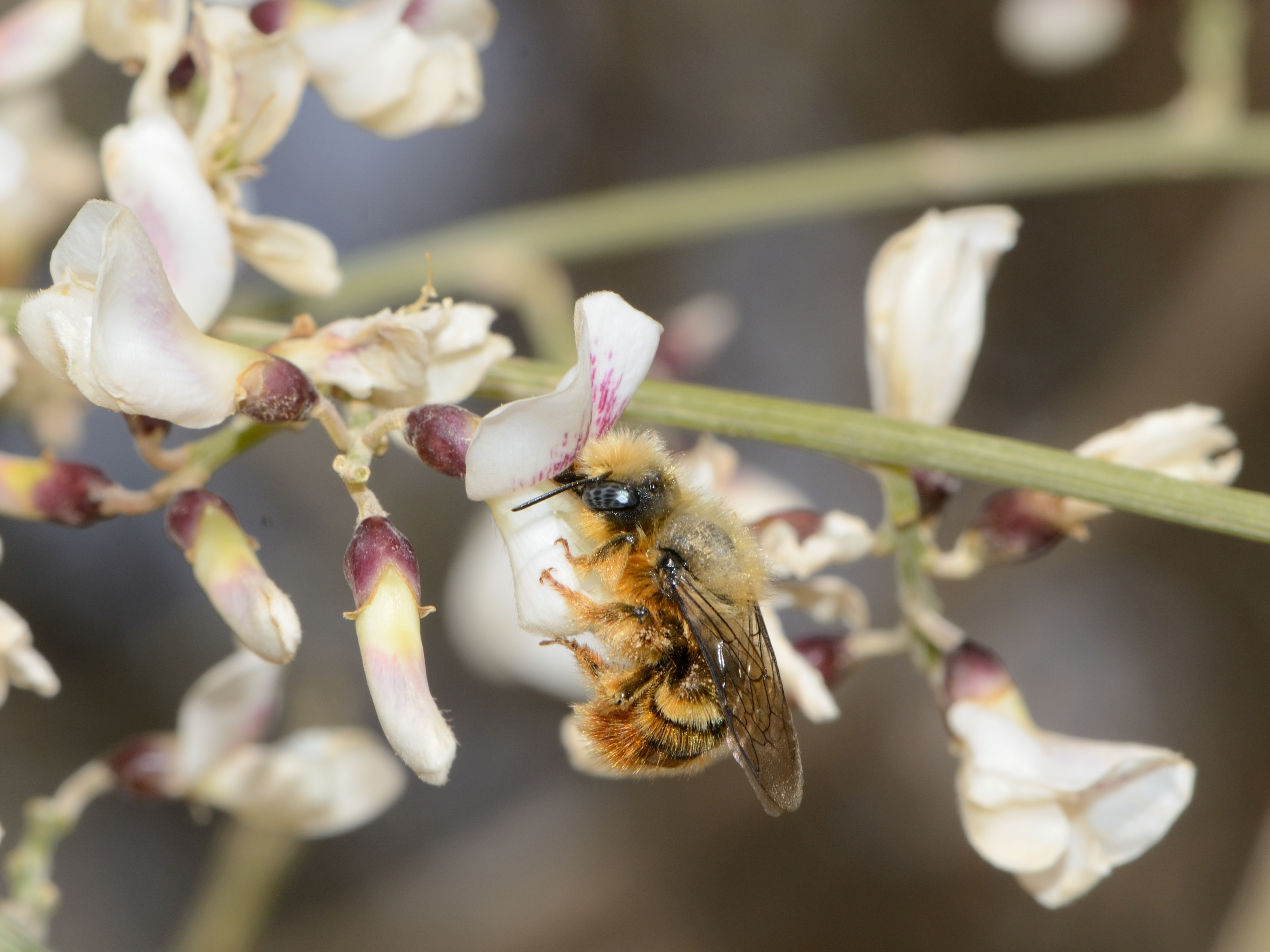
Квіти з бджолою-запилювачем Osmia gracilicornis
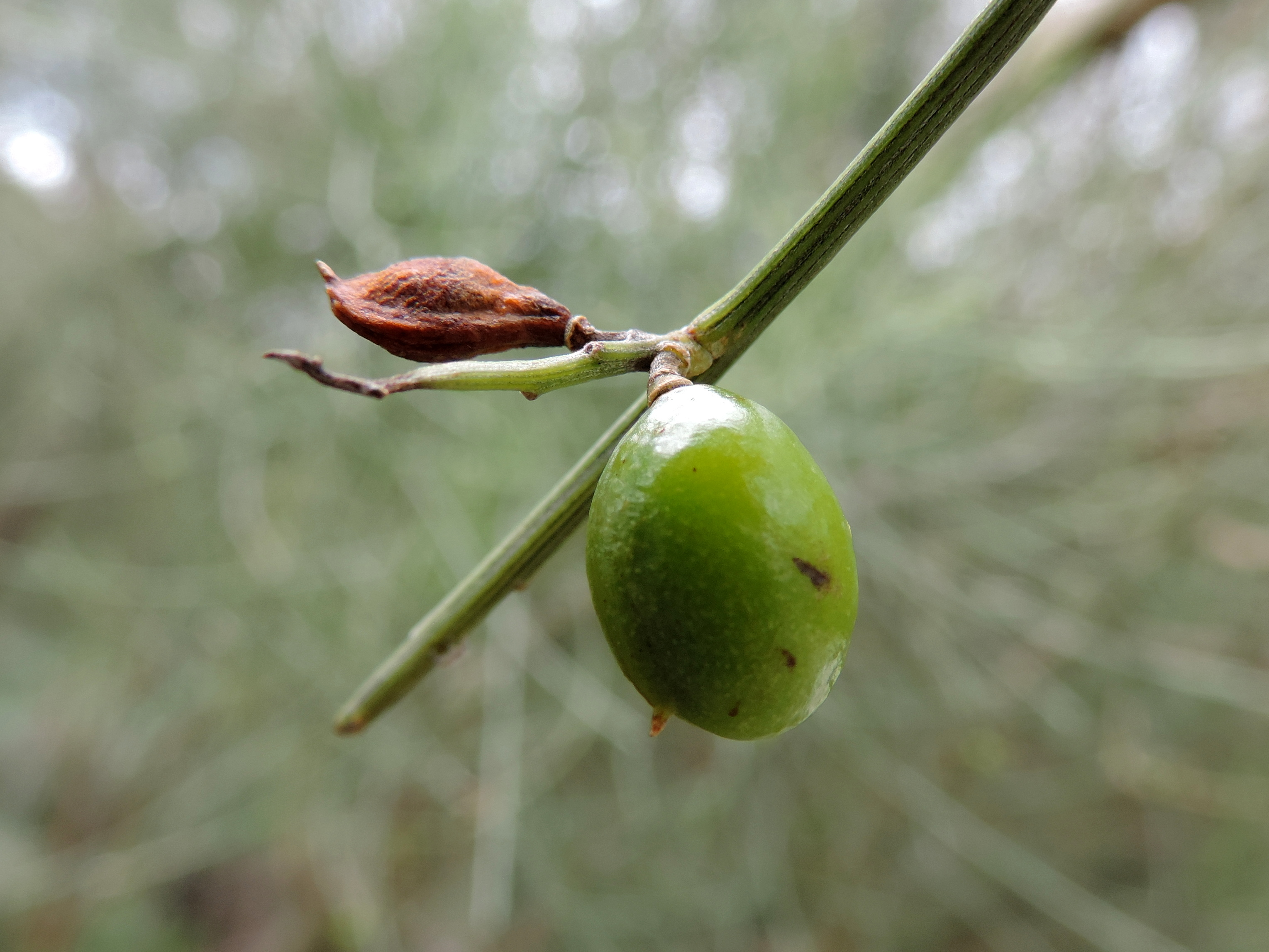
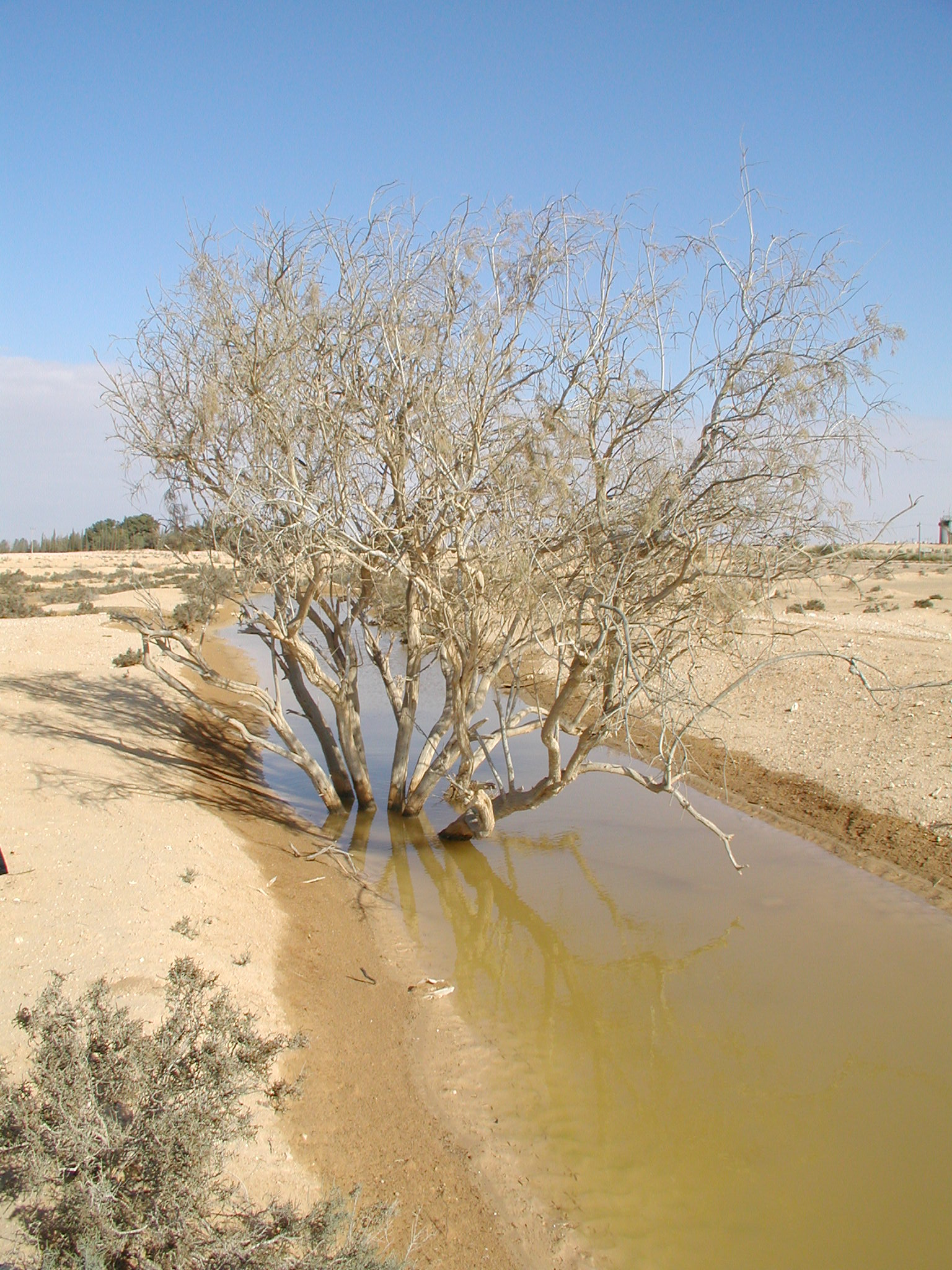